# Nacionalni park Una
Nacionalni park Una, jedan od četiri nacionalna parka u Bosni i Hercegovini. Nacionalnim parkom je proglašen 29. svibnja 2008. godine. Prvi je na teritoriju Federacije Bosne i Hercegovine.
Donošenjem Zakona o Nacionalnom parku Una 2008. godine, štiti se prostor ukupne veličine 19.800 ha koji je administrativno pod teritorijom Grada Bihaća, a jedan manji neznatan dio se prostire na području općine Drvar. Od ukupne površine NP-a, u režimu stroge i usmjerene zaštite je ukupno 13 500 ha, a u režimu usmjerenog razvoja oko 6 300 ha.
Obuhvaća područje kanjonskog dijela gornjeg toka rijeke Une uzvodno od Lohova, zatim područje kanjonskog dijela donjeg toka rijeke Unca od njenog ušća u Unu uzvodno do Drvarskog polja, kao i međuprostor između Une i Unca. Cijelo područje nacionalnog parka zauzima površinu od 19 800 hektara.
U kulturno-povijesnom smislu to područje obiluje bogatim nasljeđem arheoloških nalazišta i povijesnih spomenika, ostacima srednjovjekovnih utvrda i sakralnim objektima različitih vjera i kultura. Tamo se, među ostalima, nalazi i veliki i nekada fortifikacijski važan Stari grad Ostrovica.
Ovo područje predstavlja jedinstvenu prirodnu cjelinu u ovom dijelu Europe, vrijednu za očuvanje ukupne krajobrazne i biološke raznolikosti. Vizija zaštite Une na području proglašenog Nacionalnog parka stvarala se kroz desetljeća, kao odgovor lokalnog stanovništva, koje je oduvijek bilo svjesno vrijednosti prostora u kojem živi, na prijetnje narušavanju njegovih temeljnih prirodnih osobitosti. Rijeka Una spoj je vrijednih prirodnih osobitosti, raznolikog i očuvanog prirodnog krajobraza iznimne ljepote, bogate kulturno-povijesne baštine i lokalnog stanovništva svjesnog vrijednosti prostora u kojem živi. Očuvanje i zaštita svih ovih vrijednosti za buduće generacije temeljna je odrednica održivosti tradicionalnih djelatnosti lokalnog stanovništva kao što su ribolov, lov, šumarstvo i poljoprivreda. Isto vrijedi i za uvođenje novih djelatnosti kao što su turizam, rekreacija, edukacija i znanstvena istraživanja, kojima lokalno stanovništvo dobiva uvjete za kvalitetan život i razvoj u skladu s prirodom.

## Galerija
- Fauna u NP Una
- Stanovništvo u NP Una
- Vidikovac Ljutoč
- Fauna U NP Una
- Patuljasti konji
- Vidikovac Kanjon
- Fauna u NP Una

## Vanjske poveznice
- Službena stranica, Nacionalni park "Una"  Arhivirana inačica izvorne stranice od 2. prosinca 2019. (Wayback Machine)